# Unmasked
Unmasked je osmé studiové album americké hard rockové skupiny Kiss. Album bylo vydáno 20. května 1980. Nahráno bylo v Record Plant Studios v New Yorku a produkoval ho Vini Poncia. Přestože je na albu uveden Peter Criss, do nahrávání se nijak nezapojil; Anton Fig, jako host, nahrál všechny bicí.
Je to nejméně oblíbené album Genea Simmonse, které nazval jako "posr*ným albem". Zatímco Ace Frehley považuje toto album za své naopak oblíbené.

## Seznam skladeb
| Pořadí         | Název                          | Autor                                | Hlavní zpěvák  | Délka |
| -------------- | ------------------------------ | ------------------------------------ | -------------- | ----- |
| 1.             | Is That You?                   | McMahon                              | Paul Stanley   | 3:59  |
| 2.             | Shandi                         | Stanley / Poncia                     | Stanley        | 3:36  |
| 3.             | Talk To Me                     | Ace Frehley                          | Frehley        | 4:00  |
| 4.             | Naked City                     | Simmons / R.Kulick / Castro / Poncia | Gene Simmons   | 3:49  |
| 5.             | What Makes The World Go 'Round | Stanley / Pontia                     | Stanley        | 4:14  |
| 6.             | Tomorrow                       | Stanley / Pontia                     | Stanley        | 3:18  |
| 7.             | Two Sides Of The Coin          | Frehley                              | Frehley        | 3:16  |
| 8.             | She's So European              | Simmons / Poncia                     | Simmons        | 3:30  |
| 9.             | Easy As It Seems               | Stanley / Poncia                     | Stanley        | 3:24  |
| 10.            | Torpedo Girl                   | Frehley / Poncia                     | Frehley        | 3:31  |
| 11.            | You're All That I Want         | Simmons / Poncia                     | Simmons        | 3:04  |
| Celková délka: | Celková délka:                 | Celková délka:                       | Celková délka: | 39:46 |

## Obsazení
- Paul Stanley – rytmická kytara, zpěv
- Gene Simmons – basová kytara, zpěv
- Ace Frehley – sólová kytara, zpěv
- Peter Criss – bicí, zpěv

## Hosté
- Anton Fig – bicí (všechny písně)
- Vinnie Poncia – producent, doprovodný zpěv
- Tom Harper – basová kytara (2)
- Holly Knight – klávesy
- Bob Kulick – kytara
- Eric Carr – bicí (vystoupení na tour) ...

## Umístění
Album
| Hitparáda(1980) | Umístění |
| --------------- | -------- |
| Austrálie       | 3        |
| Rakousko        | 3        |
| Kanada          | 12       |
| Nový Zéland     | 1        |
| Německo         | 4        |
| Itálie          | 11       |
| Nizozemsko      | 5        |
| Norsko          | 1        |
| Švédsko         | 17       |
| Švýcarsko       | 8        |
| UK              | 48       |
| USA             | 35       |

Singly
"Shandi"
| Hitparáda(1980) | Umístění |
| --------------- | -------- |
| USA             | 47       |
| Austrálie       | 10       |
| Rakousko        | 5        |
| Kanada          | 69       |
| Německo         | 24       |
| Norsko          | 4        |
| Nový Zéland     | 6        |
| Nizozemsko      | 24       |

"Talk To Me"
| Hitparáda(1980) | Umístění |
| --------------- | -------- |
| Rakousko        | 39       |
| Norsko          | 2        |
| Švýcarsko       | 10       |
| Německo         | 32       |
| Nizozemsko      | 39       |

"Tomorrow"
| Hitparáda(1980) | Umístění |
| --------------- | -------- |
| Německo         | 70       |